# Vida Cara
"Vida Cara" é o terceiro álbum de estúdio do rapper brasileiro Orochi, lançado em janeiro de 2023 pela gravadora MainStreet Records.
Este é o terceiro álbum de estúdio do rapper, que desde o seu anúncio já vinha ganhando os holofotes da cena de rap e trap no Brasil, principalmente por conta de algumas prévias que foram divulgadas anteriormente. O álbum conta com 26 faixas inéditas e 33 participações especiais, incluindo dois nomes estrangeiros: Trippie Redd e Russ. Este foi um dos álbuns mais aguardados pelos ouvintes desde o ano de 2022, quando foi anunciado pelo artista, levando em conta o patamar que sua gravadora alcançou desde o seu segundo álbum, "Lobo", lançado em abril de 2021.
Em julho de 2023, o rapper revelou em seu Instagram que estava planejando lançar uma versão deluxe de "Vida Cara", e em outubro do mesmo ano, ocorreu o lançamento de "Vida Cara (Deluxe)", edição deluxe do disco de mesmo nome, que conta com 10 faixas inéditas e várias participações especiais.

## Antecedente
Mesmo enquanto Orochi escalava artistas e produtores para a execução do seu novo álbum, o Rapper acabou sendo detido pela polícia por um mandado de busca e apreensão após o rapper divulgar um vídeo nas redes sociais onde um amigo do cantor(que mais tarde viria a ser revelado que se tratava de seu segurança pessoal que fazia a vigilância de suas joias). “O proprietário da arma trabalhava na segurança do cantor, se apresentou e foi constatado que a mesma estava registrada em seu nome. O dono do carro onde a espingarda foi localizada também foi identificado e ouvido”, informou a Polícia Civil.. O assunto se tornou um dos assuntos mais comentados das redes sociais nos últimos dias antecessores ao lançamento do álbum e o público queria ouvir o que o Rapper tinha a declarar sobre o ocorrido.

## Arte de capa
A capa do álbum, que retrata uma mulher pulando em cima de um carro, é baseada em um outro episódio controverso que aconteceu na vida do cantor, onde sua BMW X6, que estava avaliada em mais de R$ 700 mil, foi quebrada e amassada por uma mulher em um estacionamento no Rio de Janeiro. De acordo com o rapper a moça o seguiu após um show, e quando ele se distanciou do carro, subiu em cima do veiculo e começou a destruí-lo.

## Faixas
| Vida Cara – edição padrão |                                                          |                                                              |                          |         |  |
| N.º                       | Título                                                   | Compositor(es)                                               | Produtor(es)             | Duração |  |
| 1.                        | "Balão 2"                                                | Orochi                                                       | Kizzy Luchinha TkN       | 4:12    |  |
| 2.                        | "Vida Cara" (com Chefin e DomLaike)                      | Orochi Chefin DomLaike                                       | Kizzy                    | 5:08    |  |
| 3.                        | "Criminal" (com Baco Exu do Blues e Djonga)              | Orochi Baco Exu do Blues Djonga                              | Galdino RUXN             | 4:48    |  |
| 4.                        | "Iluminado" (com Trippie Redd)                           | Orochi Trippie Redd                                          | DJ Nemo NTR Ajaxx        | 3:56    |  |
| 5.                        | "Amém" (com TZ da Coronel)                               | Orochi TZ da Coronel                                         | Kizzy                    | 3:29    |  |
| 6.                        | "O Tempo é Professor" (com MVK e Oruam)                  | Orochi Oruam MVK                                             | RUXN Kizzy Galdino PUGLI | 4:20    |  |
| 7.                        | "City of God" (Trippie Redd)                             | Orochi Trippie Redd                                          | Ajaxx PUGLI Galdino      | 2:52    |  |
| 8.                        | "Pradaboss"                                              | Orochi                                                       | RUXN Galdino meLLo       | 3:33    |  |
| 9.                        | "Neuroses" (com Azevedo e Shenlong)                      | Orochi Azevedo Shenlong                                      | Kizzy RUXN               | 3:51    |  |
| 10.                       | "Droga e Festa" (com Caio Luccas e Dfideliz)             | Orochi Caio Luccas Dfideliz                                  | RUXN Pedro Lotto TkN     | 3:14    |  |
| 11.                       | "Buchanan's" (com MC Smith e MC Tikão)                   | Orochi MC Smith MC Tikão                                     | JR ON                    | 2:16    |  |
| 12.                       | "Afrodisíaco" (com Vulgo FK)                             | Orochi Vulgo FK                                              | Dallas                   | 4:05    |  |
| 13.                       | "X6" (com BK' e MD Chefe)                                | Orochi BK' MD Chefe                                          | TkN Buccy                | 4:53    |  |
| 14.                       | "Jogos e Apostas" (com PL Quest)                         | Orochi PL Quest                                              | RUXN Galdino             | 3:03    |  |
| 15.                       | "Enquanto Ela Rebola" (com Hyperanhas e Tasha & Tracie)  | Orochi Tasha Okereke Tracie Okereke Nath Fischer Andressinha | RUXN Kizzy               | 5:20    |  |
| 16.                       | "Pixadão" (com L7nnon e MC Paulin da Capital)            | Orochi L7nnon MC Paulin da Capital                           | Kizzy RUXN               | 5:10    |  |
| 17.                       | "Sereia" (com MC Ryan SP, Oruam e Xamã)                  | Orochi MC Ryan SP Oruam Xamã                                 | Kizzy NeoBeats           | 4:54    |  |
| 18.                       | "Distante de Tudo" (com Russ)                            | Orochi Russ                                                  | Russ RUXN H4lfmeasures   | 3:43    |  |
| 19.                       | "Copo de Vidro"                                          | Orochi                                                       | RUXN Galdino             | 2:52    |  |
| 20.                       | "Álcool e Seus Olhos Azuis" (com Caio Luccas e Sain)     | Orochi Caio Luccas Sain                                      | Ajaxx                    | 4:48    |  |
| 21.                       | "Cicatrizes"                                             | Orochi                                                       | Jess Kizzy               | 3:15    |  |
| 22.                       | "Sozinha" (com Luccas Carlos)                            | Orochi Luccas Carlos                                         | Dallass Kizzy            | 3:07    |  |
| 23.                       | "Dia de Baile" (com Filipe Ret, Leviano e MC Maneirinho) | Orochi Filipe Ret Leviano MC Maneirinho                      | Kizzy TkN                | 3:59    |  |
| 24.                       | "Pop Smoke Freestyle"                                    | Orochi                                                       | TkN                      | 3:08    |  |
| 25.                       | "Talismã"                                                | Orochi                                                       | Kizzy                    | 3:00    |  |
| 26.                       | "Tiros e Balas"                                          | Orochi                                                       | Kizzy                    | 4:37    |  |
| Duração total:            | Duração total:                                           | Duração total:                                               | Duração total:           | 1:18:05 |  |

| Vida Cara – edição deluxe |                                                   |                                 |                                      |         |  |
| N.º                       | Título                                            | Compositor(es)                  | Produtor(es)                         | Duração |  |
| 1.                        | "Mesma História"                                  | Orochi Caio Luccas              | Pedro Lotto Galdino Ribb RUXN        | 2:43    |  |
| 2.                        | "Amor, Eu Tô No Estúdio" (com MC GP e MC Ryan SP) | Orochi MC GP MC Ryan SP         | Ribb RUXN                            | 2:44    |  |
| 3.                        | "Batom" (com Kevin o Chris)                       | Orochi Kevin o Chris            | Kizzy RUXN                           | 4:10    |  |
| 4.                        | "Quando Você Chegou"                              | Orochi                          | Kizzy Hunter RUXN                    | 2:31    |  |
| 5.                        | "Mil Motivos"                                     | Orochi                          | RUXN                                 | 2:29    |  |
| 6.                        | "Bottega Veneta"                                  | Orochi                          | H4lfmeasures Mathinvoker RUXN        | 2:25    |  |
| 7.                        | "Vivências de Trap" (com Oruam, Shenlong e Feek)  | Orochi Oruam Shenlong Feek      | Celo1st RUXN                         | 3:55    |  |
| 8.                        | "Zero Bala"                                       | Orochi                          | Ajaxx H4lfmeasures Hunter Kizzy RUXN | 2:24    |  |
| 9.                        | "Floripa" (com Shenlong, Feek, Leviano e SV)      | Orochi Shenlong Feek Leviano SV | Dallass Kizzy RUXN                   | 5:40    |  |
| 10.                       | "Meu Passado" (com L7NNON)                        | Orochi L7NNON                   | RUXN                                 | 3:57    |  |
| Duração total:            | Duração total:                                    | Duração total:                  | Duração total:                       | 32:48   |  |